# Mudigere, Gubbi
Mudigere là một làng thuộc tehsil Gubbi, huyện Tumkur, bang Karnataka, Ấn Độ.